# McLaren MP4/12
Der McLaren MP4/12 war der 45. Formel-1-Rennwagen von McLaren. Der MP4/12 wurde in der Saison 1997 eingesetzt und von Neil Oatley konstruiert. Der Wagen wurde von einem Mercedes-FO110E/F-V10-Motor mit 3 Litern Hubraum angetrieben. Die Bereifung kam vom US-amerikanischen Reifenkonzern Goodyear, der Treibstoff von Mobil 1.

## Technik und Entwicklung

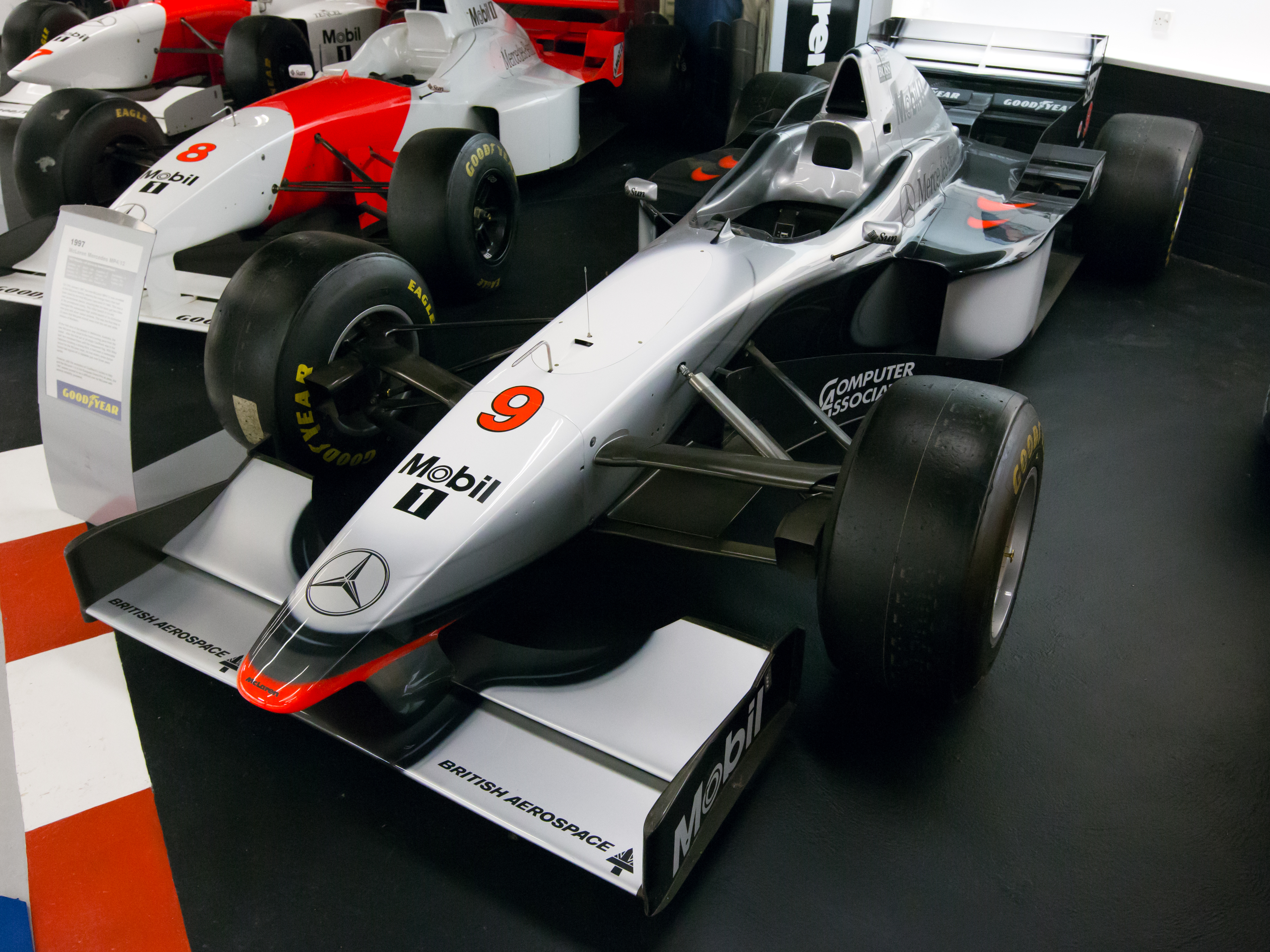
Der McLaren MP4/12 von Mika Häkkinen in der Donington Grand Prix Collection 2013

Es wurde neben den Standard-Pedalen noch ein weiteres Bremspedal in den Wagen integriert. Dies erlaubte es dem Fahrer, beim Fahren eine Seite des Wagens manuell abzubremsen. Dadurch wurde Untersteuern ausgeglichen, man konnte in langsamen Kurven den Ausgang besser kontrollieren und auch mittels einseitigen Bremsens in eine Kurve lenken. Das System, entdeckt durch den Fotografen des GP-Racing-Magazins Darren Heath, wurde nach einem Protest von Ferrari für illegal erklärt und ab dem Großen Preis von Brasilien 1998 verboten.
Der neue Motor wurde im Vergleich zum Vorjahr tiefer montiert, was zu aerodynamischen Änderungen am Heck führte und einen tieferen Schwerpunkt garantierte.
Die Aerodynamik-Tests wurden im Windkanal von National Physical Laboratory abgehalten. Verantwortlich dafür war Henri Durand, der durch Phil Adey und Peter Prodromou unterstützt wurde. Unter anderem wurden Heck und Front überarbeitet. So wurde die Nase abgesenkt, um den Luftstrom besser über den Wagen zu leiten und den Motor besser zu kühlen.
Als Getriebe wurde ein unter David North eigenständig entwickeltes sequentielles Halbautomatikgetriebe mit sechs Gängen verwendet.

## Renngeschichte
Der Wagen gilt als Weiterentwicklung zum Vorjahresmodell MP4/11B und wurde am 14. Januar 1997 in Woking in der eigenen Fabrik präsentiert. Zu Saisonbeginn zeigte sich, dass der Bolide sehr vielversprechend war und konstante Podiumsplatzierungen im Bereich des Möglichen lagen, allerdings scheiterte es schlussendlich an der schlechten Zuverlässigkeit, schon am ersten Testtag musste Coulthard nach nur drei Kurven seinen Wagen wegen Benzindruckproblemen abstellen. Am folgenden Tag wiederholte sich das Szenario mit Häkkinen nach 14 Runden. Allein neun von insgesamt 14 Ausfällen während der Saison waren durch technische Defekte entstanden, davon sieben Ausfälle wiederum nur durch den Motor, drei Mal schied man gar in Führung liegend aus. Die Höhepunkte der Saison waren das erste sowie letzte Rennen der Saison, als beide Fahrer das Rennen auf dem Podium beendeten.

## Lackierung und Sponsoring

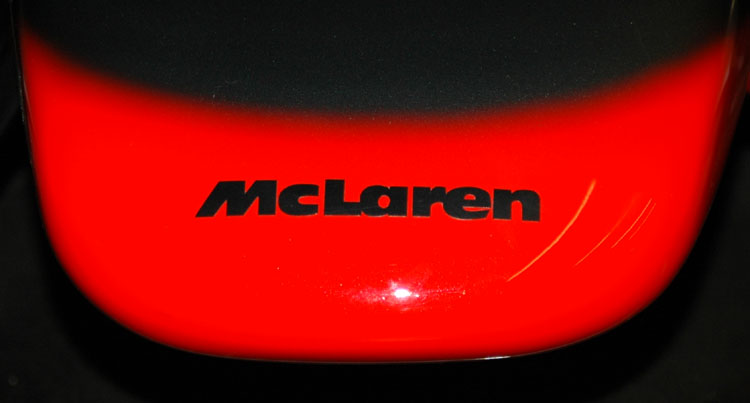
McLaren-Logo auf dem MP4/12

Während der Tests und bei der offiziellen Erstvorstellung wurde der Wagen komplett im traditionellen Orange lackiert.
Erstmals seit 23 Jahren wurde ein McLaren nicht in den rot-weißen Farben des Hauptsponsors Marlboro lackiert. Der Wagen wurde aufgrund des neuen Motorenpartners Mercedes und neuen Hauptsponsors West in silber gehalten, wobei die Nasenoberfläche und der Heckflügel heller als der Rest war. Mit Ausnahme der seitlichen Kühler wurden der Rand des Wagens schwarz lackiert. Es existierten auf der Nase und dem seitlichen Kühler rote Akzente.
Hauptsponsor war seit diesem Jahr die Zigarettenmarke West. Ihr Logo wurde auf dem Heckflügel, der Nasenoberfläche, direkt neben dem Fahrer sowie am seitlichen Kühler platziert. Bei Rennen in Ländern, in denen ein Verbot von Tabakwerbung galt, blieben die entsprechenden Stellen auf den Fahrzeugen frei. Auf der Nase, dem Frontflügel und dem oberen Teil der Airbox befand sich das Logo des Treibstofflieferanten Mobil 1. Am Heck warb noch der Softwarehersteller SAP.

## Fahrer
Die Vorjahresfahrer Mika Häkkinen und David Coulthard wurden weiterhin eingesetzt. Als Ersatzfahrer wurde Jan Magnussen in diesem Jahr nicht gemeldet, da die neuen FIA-Restriktionen selbst das Testen mit den beiden Stammfahrern stark einschränkte.

## Sonstiges
Später entwickelte McLaren den McLaren MP4-12C, welcher das Prinzip des zweiten Bremspedals ebenfalls enthielt.

## Ergebnisse
| Fahrer                          | Nr.                             | 1 | 2  | 3   | 4   | 5   | 6 | 7   | 8   | 9   | 10  | 11  | 12  | 13 | 14  | 15  | 16 | 17 | Punkte | Rang |
| ------------------------------- | ------------------------------- | - | -- | --- | --- | --- | - | --- | --- | --- | --- | --- | --- | -- | --- | --- | -- | -- | ------ | ---- |
| Formel-1-Weltmeisterschaft 1997 | Formel-1-Weltmeisterschaft 1997 |   |    |     |     |     |   |     |     |     |     |     |     |    |     |     |    |    | 63     | 4.   |
| M. Häkkinen                     | 09                              | 3 | 4  | 5   | 6   | DNF | 7 | DNF | DNF | DNF | 3   | DNF | DSQ | 9  | DNF | DNF | 4  | 1  | 63     | 4.   |
| D. Coulthard                    | 10                              | 1 | 10 | DNF | DNF | DNF | 6 | 7   | 7   | 4   | DNF | DNF | DNF | 1  | 2   | DNF | 10 | 2  | 63     | 4.   |

| Legende  | Legende            | Legende                                                          |
| Farbe    | Abkürzung          | Bedeutung                                                        |
| -------- | ------------------ | ---------------------------------------------------------------- |
| Gold     | –                  | Sieg                                                             |
| Silber   | –                  | 2. Platz                                                         |
| Bronze   | –                  | 3. Platz                                                         |
| Grün     | –                  | Platzierung in den Punkten                                       |
| Blau     | –                  | Klassifiziert außerhalb der Punkteränge                          |
| Violett  | DNF                | Rennen nicht beendet (did not finish)                            |
| Violett  | NC                 | nicht klassifiziert (not classified)                             |
| Rot      | DNQ                | nicht qualifiziert (did not qualify)                             |
| Rot      | DNPQ               | in Vorqualifikation gescheitert (did not pre-qualify)            |
| Schwarz  | DSQ                | disqualifiziert (disqualified)                                   |
| Weiß     | DNS                | nicht am Start (did not start)                                   |
| Weiß     | WD                 | zurückgezogen (withdrawn)                                        |
| Hellblau | PO                 | nur am Training teilgenommen (practiced only)                    |
| Hellblau | TD                 | Freitags-Testfahrer (test driver)                                |
| ohne     | DNP                | nicht am Training teilgenommen (did not practice)                |
| ohne     | INJ                | verletzt oder krank (injured)                                    |
| ohne     | EX                 | ausgeschlossen (excluded)                                        |
| ohne     | DNA                | nicht erschienen (did not arrive)                                |
| ohne     | C                  | Rennen abgesagt (cancelled)                                      |
| ohne     | keine WM-Teilnahme |                                                                  |
| sonstige | P/fett             | Pole-Position                                                    |
| sonstige | 1/2/3/4/5/6/7/8    | Punktplatzierung im Sprint-/Qualifikationsrennen                 |
| sonstige | SR/kursiv          | Schnellste Rennrunde                                             |
| sonstige | *                  | nicht im Ziel, aufgrund der zurückgelegten Distanz aber gewertet |
| sonstige | ()                 | Streichresultate                                                 |
| sonstige | unterstrichen      | Führender in der Gesamtwertung                                   |